# 青峰山摩崖造像
青峰山摩崖造像位于山东省东平县东平街道青峰山（东山）西麓向阳坡，1994年被列入泰安市第一批文物保护单位。现为泰安市市级文物保护单位。
青峰山造像群共有24尊造像，分为两组。一组接近山巅，有造像21尊，中间为释迦摩尼浮雕像，高近1.5米。其左右各有9尊造像，合为十八罗汉，距风格判定为金、元时期产物。第二组有三尊塑像，为三世佛，应为明代雕刻。